# Październikowy facet
Październikowy facet – piosenka i singel promujący Wir, wspólny album trzech polskich muzyków - Pablopavo, Ani Iwanek i Rafała Kołacińskiego. Singel został wydany w październiku 2015 przez Karrot Kommando. Za wstęp do piosenki posłużył sampel fragmentu monologu Gustawa Holoubka jako samobójcy z "Pętli" W. J. Hasa według Hłaski. Teledysk do utworu ze zdjęciami Emanueli Osowskiej w reżyserii Ady Korneckiej powstał na norweskich Lofotach, a zagrali w nim m.in. Ilona Wiśniewska i Birger Amundsen.

## Notowania
- Lista przebojów z charakterem RDC: 7[3]
- Lista Przebojów Trójki: 12[4]
- Uwuemka: 22[5]
- Aferzasta lista przebojów Radia Afera: 35[6]

## Nagrody i wyróżnienia
- "Najlepsze polskie piosenki 2015" według portalu T-Mobile Music: miejsce 1[7]